# 新桥大道
新桥大道，安徽省合肥市与淮南市之间的一条南北向干线公路，为 蒿紫路的组成部分，得名自新桥机场。道路北起寿县炎刘镇境内的 十龙路，途径寿县蜀山产业园、空港新城、运河新城后止于复兴路。沿路有新桥科创园、工投·临港新兴产业园、安徽创凯科技园、寿县蜀山现代产业园管理委员会、新桥国际产业园等。

## 轨道交通
- █ S1线：新桥大道站